# Jan Hes
Jan Antonie Hes (1925 – 1991) was historicus en filmsocioloog en als Nederlands bestuurder een (internationaal) bekend organisator. Daarnaast doceerde hij filmkunde. Hij organiseerde diverse samenwerkingen rond film te Amsterdam en was auteur van diverse filmboeken.

## Carrière
Wika Jan Hes, in 1946 ook opgeleid aan de Akademie voor Kerk en Wereld De Horst te Driebergen,  begon zijn loopbaan bij de Stichting Filmcentrum. Deze stichting is in 1947 opgericht vanuit de Nederlands Hervormde Kerk als Stichting Kerk en Film, en kreeg een jaar later de naam Filmcentrum. De eerste directeur van Filmcentrum werd P.J. van Mullem, een bekend filmcriticus, en in 1949 werd Jan Hes zijn assistent. Het Filmcentrum ontwikkelde zich in oecumenische richting en was in de jaren 50-70 een centraal instituut voor filmvorming en voorlichting.
Jan Hes volgde in 1961 Van Mullem op als directeur van dit Filmcentrum. Toen in 1967 een directeur gezocht werd voor de Filmacademie (een onderdeel van het NFI waar Jan Marie Peters als eerste directeur vertrok) vroeg men Jan Hes. Hij wilde directeur van Filmcentrum blijven en stelt voor een samenwerkingsverband te organiseren. Dit wordt de overkoepelende stichting VNFI, Verenigd Nederlands Filminstituut. Dit instituut moest zorgen voor de algemene leiding en coördinatie, en Hes werd verantwoordelijk voor het Studiesecretariaat.
Het VNFI had vier, na 1969 vijf, werkstichtingen, ieder met een eigen bestuur en begroting:
1. Stichting Nederlands Filminstituut te Amsterdam (opgericht in 1958), verantwoordelijk voor de Nederlandse Film-en Televisieacademie (de Nederlandse Filmacademie, onderdeel van AHK).
2. Stichting Filmcentrum te Hilversum, verantwoordelijk voor de 16mm distributie en manifestaties (Filmweek Arnhem en Festikon, een voorloper van het IDFA).
3. Stichting Instituut Film en Jeugd (IFJ) te Amsterdam (sinds 1948), verantwoordelijk voor het bevorderen van de jeugdfilm en audiovisuele vorming, vooral in het onderwijs.
4. Stichting Audiovisuele Dienst (AD) te Hilversum (sinds 1958), verantwoordelijk voor de productie en distributie van kleine media.
5. Stichting Skoop (van 1964 tot 1993), verantwoordelijk voor het tijdschrift Skoop.

Van 1955 tot aan zijn dood in 1991 was Jan Hes voorzitter van Interfilm, de International Interchurch Film Organization.
Jan Hes schreef ook over film, met andere filmcritici die een religieuze achtergrond hadden, zoals P.J.van Mullem en A. Dronkers (auteur van o.a. De Zwartrok op het witte doek). Hun blad, het Critisch Film en Televisiebulletin (sinds 1947) ging in 1965 samen met het filmtijdschrift Filmforum. Het tijdschrift dat toen ontstond heette Critisch Filmforum en ging enkele jaren later weer op in het tijdschrift Skoop (opgericht door Nikolai van der Heyde, Gied Jaspars en Pim de la Parra Jr, 1964-1993).

## In de ban van het beeld
In 1972 schrijf Jan Hes zijn proefschrift In de ban van het beeld. Dit is een sociologische analyse van de omgang van vooral Nederlandse protestanten met film. Het boek bevat drie delen, met een inleidend eerste deel. Hierin komt o.a. de sociale functie van de bioscoop naar voren.
In het tweede deel, met de titel Van mijding tot kritische solidariteit, maakt hij onderscheid tussen vier grondhoudingen bij christenen: mijding, theokratisch moralisme, evangelisatorisch utilisme en kritische solidariteit. Beeldangst, filmcensuur en bioscoopverbod blijken ten nauwste met elkaar samen te hangen. Elke grondhouding kent leden in diverse kerkgenootschappen, al zijn globaal de grondhoudingen zichtbaar in onderscheidende kerkgenootschappen en religieuze groepen. Mijding komt meer voor bij een stroming als de Gereformeerde Bond in de Nederlands Hervormde kerk dan onder leden van de Gereformeerde Kerken (blz. 163). Helaas maakt men in sociologisch onderzoek onder gelovigen vaak geen nader onderscheid tussen bijvoorbeeld de verschillende gereformeerden: dan kan het onderscheid tussen piëtistische en puriteinse mijding weer van belang zijn (idem).
In het derde deel gaat hij nader in op de religieuze film die altijd in een spagaat heeft gezeten: tussen traditionalisme en kritisch maatschappijbewustzijn.
In 1982-1983 reorganiseert het Verenigd Nederlands Film Instituut (VNFI) zich wederom en wordt het het Nederlands Filminstituut. Jan Hes wordt in de jaren 80 aan de UvA de opvolger van Jan Peters als filmdocent, doceert sociologie aan de AHK en wordt hoogleraar audiovisuele kommunicatie aan de internationale faculteit voor vergelijkende Godsdienstwetenschappen te Antwerpen.